# Lars Johansson (regatista)
Lars Eric Johansson (Kristinehamn, 1 de marzo de 1953) es un deportista sueco que compitió en vela en la clase 470. Es hermano del también regatista Olle Johansson.
Ganó una medalla de oro en el Campeonato Europeo de 470 de 1976.

## Palmarés internacional
| Campeonato Europeo | Campeonato Europeo   | Campeonato Europeo | Campeonato Europeo |
| Año                | Lugar                | Medalla            | Clase              |
| ------------------ | -------------------- | ------------------ | ------------------ |
| 1976               | Hellerup (Dinamarca) | Medalla de oro     | 470                |